# Réserve naturelle nationale de la Trinité
La réserve naturelle nationale de la Trinité (RNN129) est une réserve naturelle nationale de Guyane.
Classée en 1996, elle s'étend sur 76 903 ha, ce qui en fait la troisième réserve naturelle terrestre de France. En plein cœur de la forêt du plateau des Guyanes, elle protège un échantillon de la forêt tropicale humide primaire.

## Localisation

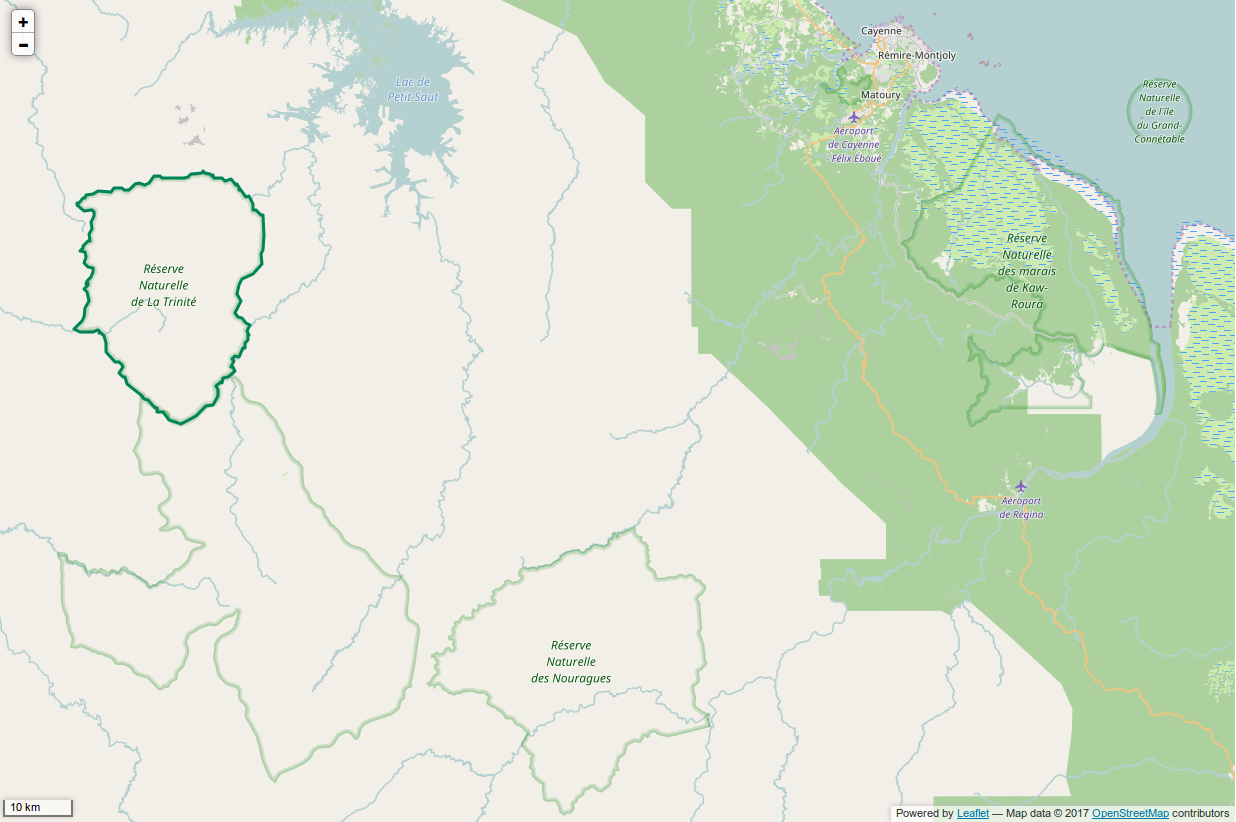
Périmètre de la réserve naturelle.

Le territoire de la réserve naturelle concerne les communes de Mana et Saint-Élie. Isolé au centre de la Guyane, il s'étend sur 76 903 ha (contre 76 000 ha recensés dans le décret), ce qui en fait la troisième plus grand réserve naturelle terrestre de France après celle des Nouragues et des Marais de Kaw-Roura. Il se trouve au sud-ouest du barrage de Petit-Saut, à une centaine de kilomètres de la côte et occupe la partie amont des bassins des fleuves Mana et Sinnamary sous la forme des monts de la Trinité. Cette chaîne comprend des inselbergs comme Roche Bénitier (450 m d'altitude) ou le Mont Tabulaire (un plateau à cuirasse latéritique dépassant 600 mètres d'altitude, ce qui en fait le point culminant de la réserve, situé à 635 m).

## Histoire du site et de la réserve
Les premiers relevés géologiques datent de 1947 et une carte géologique du secteur est levée en 1958. En 1975 apparaît le premier projet de classement en réserve naturelle à la suite de travaux de botanique de l'ORSTOM.
Dans les années 1990 ont lieu des prospections, qui correspondent à l'implantation d'une station de recherche : la station de recherches de Saint-Eugène  située sur le bord d'un affluent du Sinnamary en bordure du lac de barrage de Petit Saut, station qui accueillera de nombreux chercheurs du CNRS et leurs collègues, qui ont notamment pu y étudier les effets de la mise en eau d'un grand barrage hydroélectrique en zone tropicale (fragmentation écologique notamment) (car la montée des eaux a formé et isolé des « centaines d'îles de surface allant de 0,1 à quelques dizaines d'hectares et plus ou moins éloignées les unes des autres et de la terre ferme ont été formées par le jeu des irrégularités du relief »).
Un premier classement en ZNIEFF de type 1 a lieu en 1992 suivi en 1996 d'un classement en réserve naturelle.

## Écologie (biodiversité, intérêt écopaysager…)

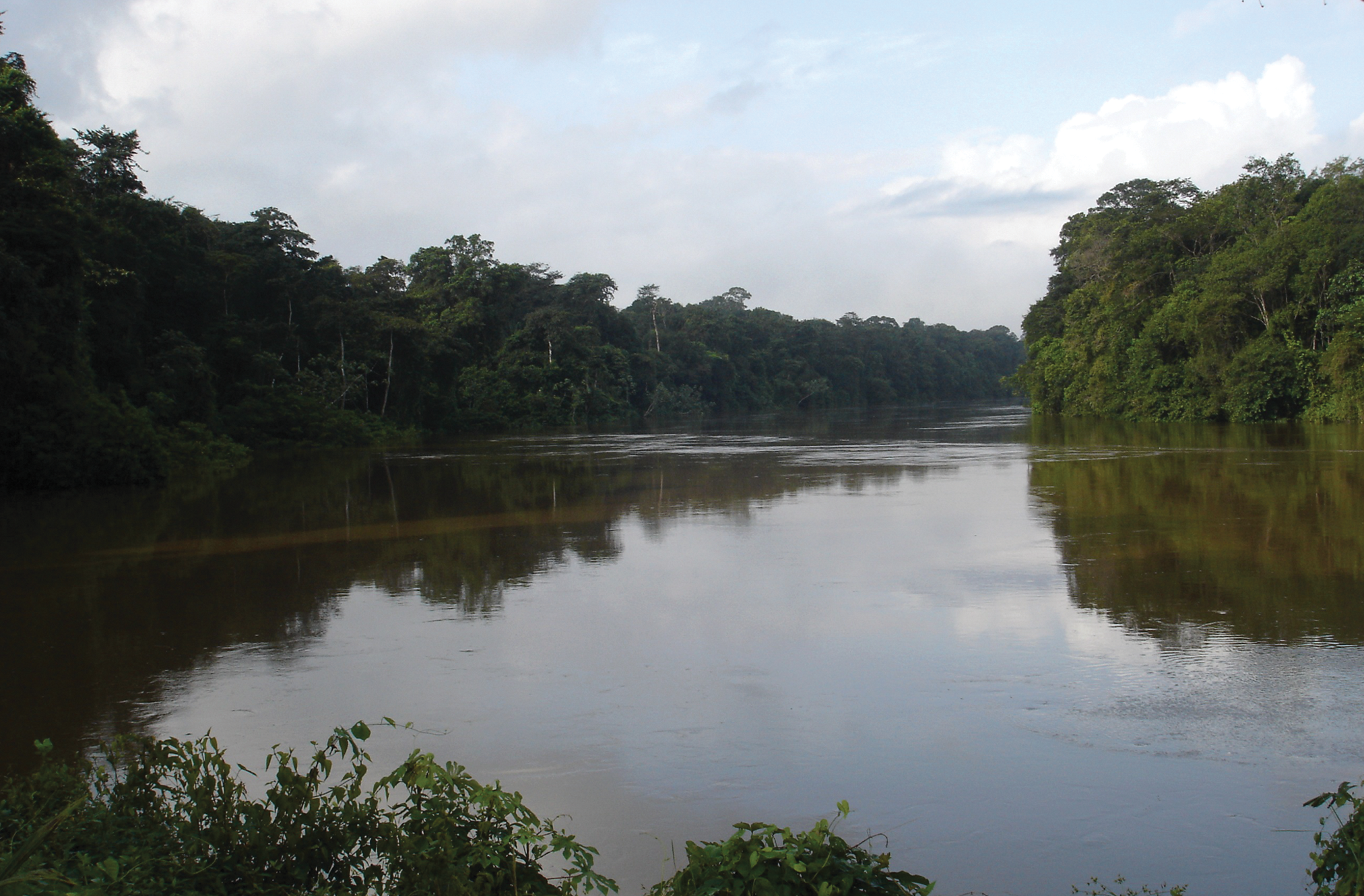
Rivière Mana.

La réserve naturelle préserve des habitats de grand intérêt patrimonial qui sont en majorité liés aux reliefs (forêts de moyenne altitude, savanes roches, etc.). On considère qu'elle héberge plus de 35 % des espèces de flore et de faune vertébrée de Guyane, avec une forte proportion d’espèces déterminantes et protégées. Elle abrite également des vestiges archéologiques (abri sous roche).

### Milieux
Les milieux rencontrés sont marqués par la proximité des reliefs (montagnes de la Trinité), par l'omniprésence de la forêt guyanaise et de l'eau. Ils sont constitués principalement de forêts denses humides de basse et moyenne altitude, de forêts basses de moyenne altitude sur les pentes des inselbergs (qui accueillent diverses espèces « non forestières »), de forêts marécageuses et ripicoles et de savanes roches.

### Flore
La flore de la réserve naturelle compte plus de 1800 espèces, ce qui représente environ 30 % de la flore connue de Guyane alors qu'une petite partie seulement du territoire a été inventoriée.

### Faune

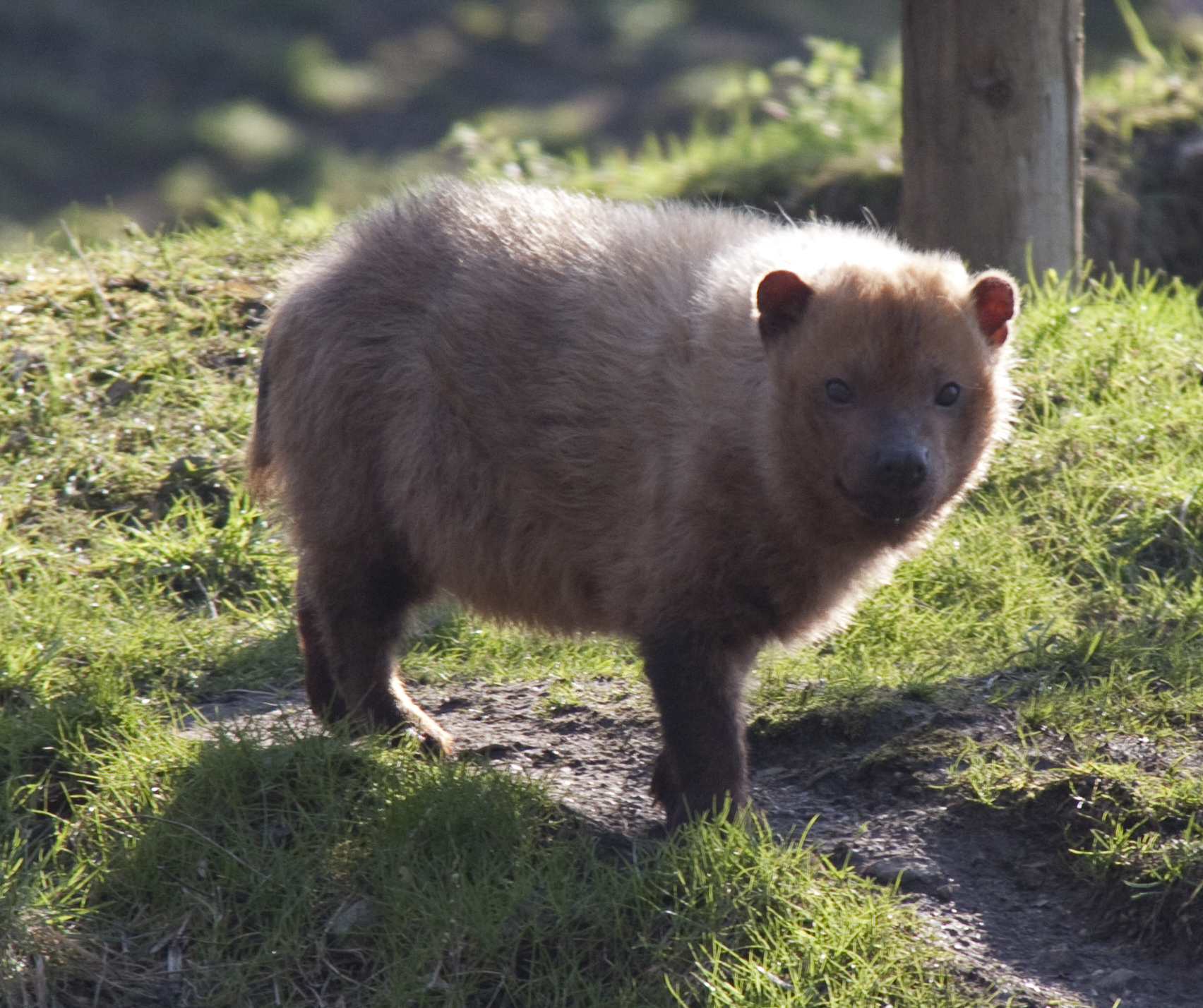
Chien-bois.

La faune connue compte environ 3378 espèces. Les inventaires indiquent plus de 700 espèces de vertébrés soit 40 % des taxons connus de Guyane. On compte sur le site 357 espèces d'oiseaux,  94 de poissons, 67 d'amphibiens, 72 de reptiles et 75 de chauves-souris. 
Parmi les 32 grands mammifères présents, on compte le Jaguar, le Puma, le Grand tamanoir, le Pécari à lèvre blanche et le Tapir.
L'avifaune compte 64 espèces déterminantes et 37 protégées. Elle est assez proche de celle de la RNN des Nouragues.
Les invertébrés représentent plus de 2660 espèces (dont plus de 1750 sont des lépidoptères et parmi ces derniers rien que pour les sous-familles Arctiinae et Pericopinae de papillons nocturnes, 203 espèces (de 78 genres)  étaient déjà identifiées en 2008 lors d'une cinquantaine de piégeages lumineux sur drap éclairé, lors de sept campagnes de prospections nocturnes effectuées en 10 ans, entre 1997 et 2007

## Intérêt touristique et pédagogique
Les premières infrastructures routières se situent à plus de 50 km à vol d'oiseau de la réserve. La localisation de la réserve et les difficultés d'accès ne permettent pas d'accueil du public. Les liaisons utilisent principalement l'hélicoptère (le gestionnaire dispose de 5 hélisurfaces sur le site) et la pirogue.
La station de recherche Aya construite en 2011 et située à la limite ouest du site constitue le principal camp de la réserve.

## Administration, plan de gestion, règlement
La réserve naturelle est gérée par l'Office national des forêts (ONF) Guyane depuis 1997. 
Une nouvelle convention de gestion est en place depuis 2011.
Le premier plan de gestion a couvert la période 2001-2006, le second porte sur la période 2007-2011. Le troisième concernant la période 2012-2017 a été validé le 8 juin 2012,.
Le décret de création précise que l’accès à la réserve est règlementé ; en particulier l’exercice de la chasse et de la pêche sont interdits.

### Outils et statut juridique
La réserve naturelle a été créée par un décret du 6 juin 1996. 
Le site fait également partie d'autres zonages réglementaires :
- ZNIEFF de type 1 no 030030024 « Inselberg et mont tabulaire de la Trinité »[15];
- ZNIEFF de type 2 no 030120033 « Montagnes de la Trinité »[16].